# Um jeden Preis (2014)
Um jeden Preis (Originaltitel: I Am Here, auch The 11th Hour) ist ein deutsch-dänischer Film von Anders Morgenthaler. Er hatte seine Uraufführung am 30. September 2014 beim Filmfest Hamburg. Der deutsche Kinostart war am 23. Juli 2015.

## Handlung
Die Hamburger Geschäftsfrau Maria hat beruflich alles erreicht, nur ein Kind fehlt ihr noch zu ihrem Glück. Als sie erneut eine Fehlgeburt durchmacht, rät ihr Arzt aufgrund ihres Alters von weiteren Schwangerschaften ab. Maria fasst den Entschluss, einem Gerücht nachzugehen, wonach in Osteuropa Prostituierte ihre Neugeborenen verkaufen. Auf dem Weg in die Grenzregion nach Tschechien kann sie den Anhalter Petit für Geld überreden, den Kontakt zur Menschenhandels-Szene herzustellen. Dieser schafft es schließlich ein Baby von einer jungen Prostituierten zu stehlen. Verdutzt und dankbar versucht sich Maria nun als Mutter eines Babys. Doch Maria und Petit werden schnell von einem russischen Zuhälter gefasst. Dieser fesselt die beiden und hat Genuss an den Qualen seiner Opfer. Nach vier Monaten erwacht Maria in einem Trümmerfeld, woraus sie schnell fliehen kann. Ein Schwangerschaftstest zeigt ihr nun eine Schwangerschaft an, die sie dankbar annimmt.

## Kritik
Der Filmdienst urteilte, Um jeden Preis sei ein „expressiv fotografierter Sozialkrimi, der weitgehend von der furios aufspielenden Kim Basinger getragen wird, aber nach einem inszenatorisch eindrucksvollen Einstieg zu solider, symbol-überladener Durchschnittlichkeit absinkt“.

## Auszeichnungen
Beim Filmfest Hamburg 2014 erhielt der Film eine Nominierung für den mit 25.000 Euro dotierten Hamburger Produzentenpreis für Europäische Kino-Koproduktionen, der von der Hamburger Kulturbehörde an den deutschen Koproduzenten vergeben wird (Maria Köpf).